# Taiaro
Taiaro es un atolón de las Tuamotu, en la Polinesia Francesa, dependiente de Kauehi, comuna asociada a la comuna de Fakarava. Está situado en el centro y al oeste del archipiélago, a 65 km al noreste de Fakarava.

## Geografía
El atolón es de forma circular, una anilla de tierra de 700 metros de ancho con una superficie total de 6 km², y una altitud de entre 3 y 4 m. La laguna queda cerrada, aunque el agua se renueva por diversos canales. El fondo de la laguna es de arena, con una profundidad de entre 15 y 20 m.
La villa principal es Paganie. Hoy en día el atolón es propiedad privada de W.A.Robinson, y no está habitado permanentemente, ni dispone de infraestructuras.

## Historia
Taiaro quiere decir literalmente «perdido en el mar». Fue descubierto en 1835, por Fitz-Roy, siendo el último atolón descubierto de las Tuamotu. Se le conocía con el nombre de Wilkes.
En 1977 la Unesco declaró la reserva de la biosfera del atolón de Taiaro, destacando la particularidad de un atolón completamente cerrado y deshabitado, y la importancia y la diversidad de la fauna y la flora.